# Arratzu
Arratzu en basque et officiellement, Arrazua ou Arrazua de Vizcaya en espagnol est une commune de Biscaye dans la communauté autonome du Pays basque en Espagne.
Le nom officiel de la ville est Arratzu.

## Toponymie
La paroisse de Santo Tomás d'Arrazua et avec elle, l'elizate, ont été fondées au XIIIe siècle par le propriétaire de la maison solaire d'Arratzu, dont elles prendront le nom.
Il est très probable que Arratzu signifie étymologiquement des pierres, du basque harria (pierre), le suffixe -tzu qui indique l'abondance et l'article -a[réf. nécessaire].
Traditionnellement appelé Arrazua en espagnol, la municipalité a pris le nom d'Arrazua de Biscaye en 1910 à l'initiative d'une proposition de la Real Sociedad Geográfica (Société géographique royale), qui prétendait mettre fin, en Espagne, avec l'existence de municipalités ayant une même dénomination officielle. Il existait également alors une municipalité homonyme, appelée aussi Arrazua dans la province de l'Alava. Quelques années plus tard l'Arrazua alavais est intégrée dans l'actuelle municipalité d'Arratzua-Ubarrundia.
En basque, le nom de la municipalité se prononce "Arratsou". Quand la municipalité a récupéré son indépendance en 1993, le nom d'Arratzu a été retenu comme dénomination officielle unique.

## Quartiers
Selon l'INE 2007, Arratzu est composé des quartiers suivants :
- Barroeta (21 hab.)
- Barrutia (49 hab.)
- Elexalde (29 hab.)
- Gorozika (39 hab.)
- Loiola (69 hab.)
- Monte (2 hab.)
- Uarka (55 hab.)
- Zabala-Belendiz (57 hab.)
- Zubiate (32 hab.)

## Personnalités de la commune
- Manuel Leguineche: né à Arratzu, Biscaye le 28 septembre 1941 est un journaliste.

### Sources
- (es) Cet article est partiellement ou en totalité issu de l’article de Wikipédia en espagnol intitulé « Arrazua » (voir la liste des auteurs).